# ساقه قارچ

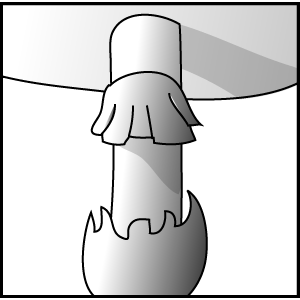
نمودار یک ساقه بازیدیومیست با یک حلقه و فنجانک

در قارچ‌شناسی، ساقه (به انگلیسی: Stipe) یک ویژگی ساقه‌مانند است که از کلاهک قارچ حمایت می‌کند. مانند تمام بافت‌های قارچ به‌جز گشن‌لایه، ساقه از بافت نخینه استریل تشکیل شده‌است. با این حال، در بسیاری از موارد، گشن‌لایه حاصلخیز تا حدودی به سوی پایین امتداد می‌یابد. به قارچ‌هایی که نوک دارند گفته می‌شود که ساقه‌دار (Stipitate) هستند.
مزیت تکاملی یک ساقه به‌طور کلی در میانجی بودن پراکندگی هاگ در نظر گرفته می‌شود. یک قارچ افراشته آسان‌تر هاگ‌های خود را در جریان باد یا جانوران در حال عبور آزاد می‌کند. با این وجود، بسیاری از قارچ‌ها از جمله قارچ‌های فنجانی، قارچ‌های پفی، قارچ‌های تاقچه‌ای، فندقی‌قارچ‌سانان، قارچ‌های ژله‌ای، ناخنک غلات، و سیاهک‌ها، ساقه ندارند.
|  |  |  |  |  |  |

| با حلقه | با حلقه | با حلقه | با حجاب | بقایای حجاب | با فنجانک |